# Tiaret (província)
Tiaret é uma província da Argélia com 846.823 habitantes (Censo 2008).